# Магдебурзький собор
Магдебу́рзький собо́р (нім. Magdeburger Dom), або Магдебу́рзький собо́р святи́х Катери́ни і Маври́кія (нім. Dom zu Magdeburg St. Mauritius und Katharina) — лютеранський храм в Німеччині, в місті Магдебург. Найстаріший готичний собор країни. Головна церква євангельських протестанів Центральної Німеччини. Названий на честь святих Катерини і Маврикія. До Реформації — католицький катедральний собор архієпископів Магдебурзьких, головний храм Магдебурської архідіоцезії. Збудований 937 року як церква при монастирі святого Маврикія. 968 року, з постанням архіодіоцезії, перетворений на собор. 1207 року постраждав внаслідок пожежі. Капітально перебудований у готичному стилі протягом 1209—1520 років. 1567 року перетворений на протестантську лютеранську церкву. Пограбований 1631 року під час плюндрування Магдебурга. 1806 року, за доби Наполеона, перетворений на склад. Відновлений у 1826—1834 роках коштом прусського короля Фрідріха-Вільгельма III. Частково пошкоджений 1945 року під час союзницьких бомбардувань Магдебурга в ході Другої світової війни. Реставрований і відкритий для вірних 1955 року. Висота башт собору — 99,25 м і 100,98 м. Місце поховання магдебурзьких архієпископів та імператора Оттона I, засновника Священної Римської імперії.

## Поховані
- Оттон I — перший імператор Священної Римської імперії.
- Адальберт Магдебурзький — перший архієпископ Магдебурзький.